# ビル・ゴールドバーグ
ビル・ゴールドバーグ（Bill Goldberg、1966年12月27日 - ）は、アメリカ合衆国の男性プロレスラーであり、俳優。オクラホマ州タルサ出身。
かつてアメリカに存在したメジャープロレス団体WCWの世界ヘビー級チャンピオン。WWEでも世界ヘビー級王座を獲得。20世紀の終わりから21世紀初頭にかけて一世を風靡したプロレスラーであった。通称「超人類」。
決め台詞は "Who's next?"（次に俺に倒されるのは誰だ？）、"You're next"（次はお前だ）。

## 来歴

### NFL
学生時代はアメリカンフットボールで活躍。1990年のNFLドラフトにて、11巡目でロサンゼルス・ラムズに指名されるも、怪我のため契約に至らずマイナーリーグでプレー。その後、アトランタ・ファルコンズで3年プレーした後、エクスパンションドラフトでカロライナ・パンサーズに指名されたが開幕ロースターに残れず引退した。

### WCW
NFL引退後、実兄がリック・フレアーと知り合いだったことからWCWの道場であるパワー・プラントを紹介されWCWに入団。WWFとの視聴率戦争マンデー・ナイト・ウォーズの真っ最中だったWCWは、彼に無敵の超人というギミックを与えた。そしてギミックに基づくストーリーが展開され、フットボーラーらしい突進力を生かした「スピアー」とパワーを活かしたジャックハマーでデビュー（1997年6月23日、ダルトン、ジョージア州、バディ・ランデル戦）から173連勝を飾った。200kgを超えるザ・ジャイアントをジャックハマーで叩き落して見せた。さらに柔術の技を取り入れ、見たこともない技を次々に見せていった。
1998年7月6日、デビューわずか1年でハルク・ホーガンを破り、WCW世界ヘビー級王座を獲得することとなる。折からのプロレスブームも手伝ってこの時期の彼の人気は凄まじく、WWEは彼を眼の仇にして『最弱の男』ギルバーグというパロディ選手まで登場させたりもしている。ちなみに決め台詞は "Who's first?"（最初に俺に倒されるのは誰だ？）であった。
彼の「無敵の超人」ギミックは、WCWがスター選手欲しさ故にデビューを急がせたためのキャリア不足を隠すための物でもあった。事実、彼の試合はそのほとんどが5分以内である。しかし、それが観客の圧倒的支持を受け、瞬く間に大きな人気を獲得した。実際、圧倒的なパワーと運動能力が説得力を持ち、カリスマ性を備えていた。このような短時間で圧倒的なパワーと斬新な技でねじ伏せ勝ち続けるレスラーにはロード・ウォリアーズがいたが、シングルファイターとしては彼が初めてと言える。さらに、当時流行していた総合格闘技のようなサブミッションを試合に取り入れたことも成功につながった。
連勝記録の終焉は、1998年12月27日ワシントンD.C.で開催されたスターケードである。スコット・ホールをセコンドに控えさせたケビン・ナッシュとの対戦で、WCW世界ヘビー級王座戦であった。ホールによる介入を許し、スタンガンによる一撃を受けてしまい、ナッシュに敗北した。王座を失うとともにデビュー以来続いていた連勝記録も173でストップすることになった。なお、この連勝記録は2017年5月20日にASUKAが174連勝に到達するまで誰にも破られなかった。なお自己の連勝記録を女子レスラーであるASUKAが破ったことを、批難している。

### WWE
2002年8月、全日本プロレスに初参戦。小島聡と対戦し、試合時間4分2秒で完勝を収めた。これは、WCW崩壊後、初の試合であった。その後ファンタジーファイトWRESTLE-1にも参戦した後にWWEと契約し、2003年3月31日のRAWに初登場。RAWにおいても、WCW時代と同様の無敵の超人ギミックが継承され、ザ・ロック、トリプルHおよびエボリューションらと抗争を繰り広げる。
WWE所属中の2004年1月には、ハッスルに出場して小川直也と対戦している。
WWEとは高額の一年契約だったが、TVマッチのみの参戦で、それ以外の興行には参加しないという特別扱いであり、さらにアメリカ以外の団体（ハッスル等）の試合には出場できるという内容であった。そのため、WWEオーナーのマクマホン・ファミリーから不満がもれることとなった。毎日のように行われる巡業を拒否するゴールドバーグに対してWWEは年俸ダウンを提示したため契約更新はされず、2004年3月14日のレッスルマニア20に出場した後に退団。このことは非公表だったにもかかわらず事前にインターネットを通じて一般のファンにまで知れ渡り、また同大会での対戦相手ブロック・レスナーも同様に退団することが伝わってしまっていた。そのため「世紀の一戦」になるはずだったこの試合は入場時から両者に対するファンからのブーイングが尋常ではなく、まともに試合が成り立たず実況のジム・ロスが試合中に2人の退団の事実を（あくまで「噂」としてだが）コメントしたり、試合の特別レフェリーを務めたストーン・コールド・スティーブ・オースチンが試合後両者に対してスタナーを繰り出すなど、ファンの気持ちを抑えるのに苦心することとなった。

### WWE復帰
2016年10月17日、WWE・RAWにて12年ぶりに登場を果たす。リングに上がるとマイクを取り因縁のあるブロック・レスナーとの再戦を要求した。同月31日、RAWにて再び登場。レスナーとの再戦をアピールすると代理人であるポール・ヘイマンが登場。舌戦を繰り広げ詰め寄るとルセフが乱入し、ゴールドバーグの時代は終わった事を告げられ挑発されるとジャックハマーを見舞い、ヘイマンにもスピアーを決めた。11月14日、RAWにて遂にレスナーと邂逅。Survivor Series 2016で勝負する事が正式に決定。同月20日、Survivor Series 2016にてレスナーと対戦。試合開始早々にタックルを仕掛けられコーナーに押しつけられるが、レスナーを振り払うとスピアーを2回決め、最後にジャックハマーで3カウントを取り勝利した。
2017年1月29日、Royal Rumble 2017にて13年ぶりとなるロイヤルランブルマッチに28番目で登場。リングに上がって因縁のあるレスナーと対峙。レスナーの体当たりを避けるとスピアーを決めて脱落させる。そして29番目に登場したジ・アンダーテイカーと初の対戦となりスピアーを決めたものの、ルーク・ハーパーを落とし油断していたところにアンダーテイカーより背後から襲われ脱落となった。3月5日、Fastlane 2017にてWWEユニバーサル王座を保持するケビン・オーエンズに挑戦。試合をしようとしないオーエンズに業を煮やすが、オーエンズがようやく対峙しようとするとバックステージよりクリス・ジェリコが登場。ジェリコに油断するオーエンズにスピアーからジャックハマーへと繋げて21秒で秒殺勝利。ベルトを奪取した。4月2日、WrestleMania 33にてブロック・レスナーとWWEユニバーサル王座戦を行い、計10回によるジャーマン・スープレックスから最後はF5を喰らい敗戦。王座陥落する。同月3日、RAW放送終了後に登場。家族を優先したいという意志でWWEから離脱する事を発表した。
2018年1月15日、WWE殿堂入りすることが発表された。
2019年5月4日、WWEは公式ツイッターアカウントにてゴールドバーグが6月7日に復帰するとの情報を掲載し、本人も自身のツイッターアカウントで復帰予定である事を認めている。6月7日にサウジアラビアで行われたスーパーショーダウンにて、ジ・アンダーテイカーと対戦。シングル戦としては初の顔合わせとなり、歴史的な一戦として大々的にアピールされた。スピアー、ジャック・ハマー、オールドスクール、ツームストンパイルドライバーなどお互いのフィニッシャーをぶつけ合い、互角の勝負を繰り広げるものの、最後はテイカーのチョークスラムを決められ敗戦した。8月11日にはサマースラムに参戦し、ドルフ・ジグラーと対戦。ジャック・ハマーを決めて勝利し、健在ぶりを見せた。
2020年2月27日においても、サウジアラビアで開催されたスーパーショーダウンにて、WWEユニバーサル王座を保持する”ザ・フィーンド”ブレイ・ワイアットに挑戦するため出場。試合開始直後からスピアーを連発し、マンディブルクローで反撃を受けるものの、最後はジャック・ハマーを決めて3カウントを奪い、ベルトを奪取した。
翌日28日にはスマックダウンに登場。リング上で“Who’s next?”と問いかけると、そこにローマン・レインズが登場。レインズが“I’m next”(次は俺だ)と答えると笑顔をみせた。以降、抗争に発展する。
4月4日、WWEパフォーマンスセンターで行われたレッスルマニア36にて、ローマン・レインズの出場辞退に伴い、代役となったブラウン・ストローマンと対戦。両者の得意技であるスピアー、パワースラムが炸裂。連続スピアーで見せ場を作ったが、終盤、ストローマンにランニング・パワースラムを決められ敗戦。王座から陥落。
契約は2022年末で終了し、契約の更新や延長がなかったことから現在は何の契約もなくフリーエージェントになっている。

## 俳優活動
1999年にはジャン＝クロード・ヴァン・ダム主演の『ユニバーサル・ソルジャー/ザ・リターン』で準主演。2000年には『ヘッド・ロック GO!GO! アメリカン・プロレス』（READY TO RUMBLE）に特別出演。
2004年にWWEとの契約を更新せず、事実上プロレス界から引退した後は主に映画俳優として活躍。
2005年、『サタンクロース』に主演。また、刑務所を舞台に看守対囚人のアメフト・バトルを描いた1974年の大ヒット作『ロンゲスト・ヤード』のリメイク版にも囚人フットボウラー役で出演。
2007年には『奪還2.0』（HALF PAST DEAD 2、スティーヴン・セガール主演『奪還 DAKKAN -アルカトラズ-』の正式な続編）に主演している。
2017年『アメリカン･サタン』（American Satan）イベント・プロデューサー兼用心棒ホーク役。
2018年には人気シリーズの1つである『NCIS:LA 〜極秘潜入捜査班』(シーズン10第7話)にゲスト出演。元特殊部隊の捜査官を演じた。

## プロレスにおける入場の特徴
入場時は決まって、控え室のドアを開けアリーナに至るまでのバックステージを勇ましく歩くシーンが会場のスクリーンに映し出され、ゲートの左右から火花が交錯する中から登場するというものだった。WWEの殿堂入り式典でもこの入場は踏襲され、その際は控室からスーツ姿で登場した。

## その他
- 2000年1月4日の新日本プロレスドーム大会の参戦が決まっていたが、ブレット・ハートとのアングルで、車に乗って逃げたブレッドに憤慨し、車の窓ガラスを素手で割ったのだが、その際拳を負傷し、ドタキャンするという事件があった。
- 日本では試合に遅刻するアングルが展開された。

## 得意技

### フィニッシュ・ホールド
ジャック・ハマー
ゴールドバーグのフィニッシュ・ホールド。ブレーンバスターの形で相手を数秒間持ち上げ、全体重を浴びせつつマットに叩きつけるスープレックスとパワースラムの複合技である。
デビュー以来フォールを返された事がなかったが、2017年のWrestleMania 33にてブロック・レスナーとの対戦で返された。
スピアー
相手の腹に向かい肩からタックルを決めつつ、レスリングのタックルのように足を引く複合技。
この技自体は以前から存在していたが、スピアーという名称で必殺技にまで昇華させたのはゴールドバーグからである。
このスピアーを決めた後にジャック・ハマーを決めるのが、ゴールドバーグのフィニッシュ・ムーブであった。

### 打撃技
ナックルパート
ボディーブロー
エルボー
エルボースマッシュ
ドロップキック
スーパーキック
ローリングソバット
巨体の割に身体能力が高く、それを利用したスピーディーなローリングソバットも使用する。
ニーリフト
ニーキック
馬乗り式のニーキックも使用する。
ビッグブーツ
フットボールタックル
串刺し式コーナーのショルダー・ブロック

### 投げ技
スナップ・スープレックス
スーパープレックス
バックドロップ
通常のバックドロップ、抱え式の2種類を主に使用する。過去に高角度のデンジャラスバックドロップも使用した事がある。
パワースラム
ゴールドバーグの場合、肩に担ぎ上げてから叩きつけるオクラホマ・スタンピードの形である。
リフトアップしてからこの技に移行したり、走って来た相手をキャッチして決める事もあった。
ダブルアーム・スープレックス
相手を持ち上げてから、体を捻ってスラムの状態で落とす。
フィッシャーマンズ・ネックブリーカー
フィッシャーマンズ・スープレックスの様に正面から相手の頭を自身の左腕で抱え、もう片方の腕で相手の左足の腿辺りを抱えてその状態からスピーディーに自身の体と相手の体を同時に反転させ、同時にマットへ落下し、その衝撃で相手の頭部・背面にダメージを与える。相手の首を側面から取り、足を取らないまま前方に回転して決めるバージョンも使用する。
変形ネックブリーカー
ブレーンバスターの体勢からドラゴン・スクリューのようにネックブリーカーを行う技。
フルネルソン・スラム

### 関節技、絞め技
ストレートアームバー
ニーバー
リアネイキッドチョーク
フルネルソン

## タイトル歴
WCW
- WCW世界ヘビー級王座 : 1回
- WCW・US王座 : 2回
- WCW世界タッグ王座 : 1回（&ブレット・ハート）

WWE
- WWEユニバーサル王座 : 2回
- WWE世界ヘビー級王座 : 1回
- WWE殿堂 : 2018年

## 入場テーマ曲
- Twisted
- Invasion（Christian Poulet and Jean-Yves Rigo）- 現在使用中

WCWにおいてベビーフェイス時に使用
- Crush'em（Megadeth）
WCWにおいてヒール時に使用
- Who's Next?

## 日本での戦績
2002年
- 全日本プロレス（日本武道館）

8月30日、○ゴールドバーグ vs 小島聡●（4分02秒 変形ネックブリーカーからの体固め）
8月31日、○ゴールドバーグ vs 太陽ケア●（3分56秒 足抱え式パワーボムからの体固め）
- ファンタジーファイトWRESTLE-1（横浜アリーナ）

11月17日、○ゴールドバーグ vs リック・スタイナー●（6分03秒 ジャックハマーからの片エビ固め）
2003年
- ファンタジーファイトWRESTLE-1（東京ドーム）

1月19日、○ゴールドバーグ&武藤敬司 vs ブライアン・アダムス&ブライアン・クラーク●（17分56秒 ジャックハマーからの片エビ固め）
2004年
- ハッスル（さいたまスーパーアリーナ）

1月4日、○ゴールドバーグ vs 小川直也●（12分49秒 ジャックハマーからの片エビ固め）